# Brian Herbert
Brian Patrick Herbert, ameriški pisatelj, * 29. junij 1947, Seattle, Washington, ZDA.
Brian je najstarejši sin ameriškega pisatelja Franka Herberta. Poleg mlajšega brata (Bruce Calvin Herbert, 1951 – 1993) ima starejšo polsestro Penny. Z ženo Jan imata tri hčere. Napisal je nekaj samostojnih znanstvenofantastičnih romanov in biografijo svojega očeta (Dreamer of Dune, 2003), bolj znan pa je po sodelovanju s pisateljem Kevinom J. Andersonom, v okviru katerega je nastalo 10 romanov, ki nadaljujejo oz. razširjajo zgodbo serije Dune njegovega očeta.

## Dela
- Sidney's Comet (1983)
- The Garbage Chronicles (1985)
- Man of Two Worlds (1986) (s Frankom Herbertom)
- Sudanna, Sudanna (1986)
- Prisoners of Arionn (1987)
- The Race for God (1990)
- Memorymakers (1991) (z Marie Landis)
- Blood on the Sun (1996) (z Marie Landis)
- Dreamer of Dune: The Biography of Frank Herbert (2003)

serija Timeweb
- Timeweb (2006)
- The Web and the Stars (2007)
- Webdancers (2008)

## Romani iz serijeDune
Romani, ki sta jih napisala Herbert in Anderson, se dogajajo v istem vesolju kot izvirna serija; prvi dve trilogiji sta postavljeni kronološko pred izvirnik in opisujeta dogodke, ki so v njem omenjeni kot bližnja ali daljna preteklost. Romana pod skupnim naslovom Dune 7 sta nastala na podlagi zapiskov za konec serije, ki jih je Frank Herbert zapustil ob svoji smrti (roman Chapterhouse Dune je bilo njegovo zadnje zaključeno delo kljub temu, da je bil konec romana odprt in je nakazoval sedmi del sage). Spodaj so dela našteta po kronologiji dogodkov v seriji.
Trilogija Legends of Dune
- Dune: The Butlerian Jihad (2002)
- Dune: The Machine Crusade (2003)
- Dune: The Battle of Corrin (2004)

Trilogija Prelude to Dune
- Dune: House Atreides (1999)
- Dune: House Harkonnen (2000)
- Dune: House Corrino (2001)

Dune 7 (nadaljevanje in zaključek)
- Hunters of Dune (2006)
- Sandworms of Dune (2007)

Heroes of Dune (v nastajanju)
- Paul of Dune (2008)
- The Winds of Dune (2009)[3]
- The Throne of Dune[3] (2010?)
- Leto of Dune[4] (2011?)

Drugo
- The Road to Dune (2005)